# Sphaerothuria bitentaculata
Sphaerothuria bitentaculata är en sjögurkeart som beskrevs av Ludwig 1893. Sphaerothuria bitentaculata ingår i släktet Sphaerothuria och familjen korvsjögurkor. Inga underarter finns listade i Catalogue of Life.